# Абу-Кубейс
Абу-Кубейс (араб. جَبَل أَبُو قُبَيْس \ جَبَل أَبِي قُبَيْس) — священна гора на східному кордоні мечеті Аль-Харам в Мецці в Саудівської Аравії. Висота гори 420 м. Згідно з ісламськими легендами це перша гора, яку створив Аллах на Землі. На цій горі похоронені перші люди Адам, Єва і Сиф. На цій же горі був знайдений Чорний камінь — коли пророк Ібрагім взявся до будівництва Кааби, він приніс його звідти і встановив на теперішньому місці. Також пророк Мухаммед показав тут диво розбивши місяць на дві частини, а потім знову прикріпивши ці частини.